# Alvania settepassii
Alvania settepassii is een slakkensoort uit de familie van de Rissoidae. De wetenschappelijke naam van de soort is voor het eerst geldig gepubliceerd in 1985 door Amati & Nofroni.